# Lijst van Zweedse Eurocommissarissen
De Lijst van Zweedse Eurocommissarissen geeft een overzicht van de afgevaardigde commissieleden van de lidstaat Zweden. Zweden trad op 1 januari 1995 toe tot de Europese Unie en heeft sindsdien een commissaris bij de Europese Commissie.

## Eurocommissarissen
| Naam | Naam                              | Naam                     | Aantreden         | Aftreden          | Commissie(s)       |
| ---- | --------------------------------- | ------------------------ | ----------------- | ----------------- | ------------------ |
|      |                                   | Anita Gradin (1933)      | 25 januari 1995   | 16 september 1999 | Santer             |
|      | Eurocommissaris Margot Wallström  | Margot Wallström (1954)  | 16 september 1999 | 9 februari 2010   | Prodi Barroso I    |
|      | Eurocommissaris Cecilia Malmström | Cecilia Malmström (1968) | 19 februari 2010  | 1 december 2019   | Barroso II Juncker |
|      | Eurocommissaris Ylva Johansson    | Ylva Johansson (1964)    | 1 december 2019   |                   | Von der Leyen      |